# Hellesylt

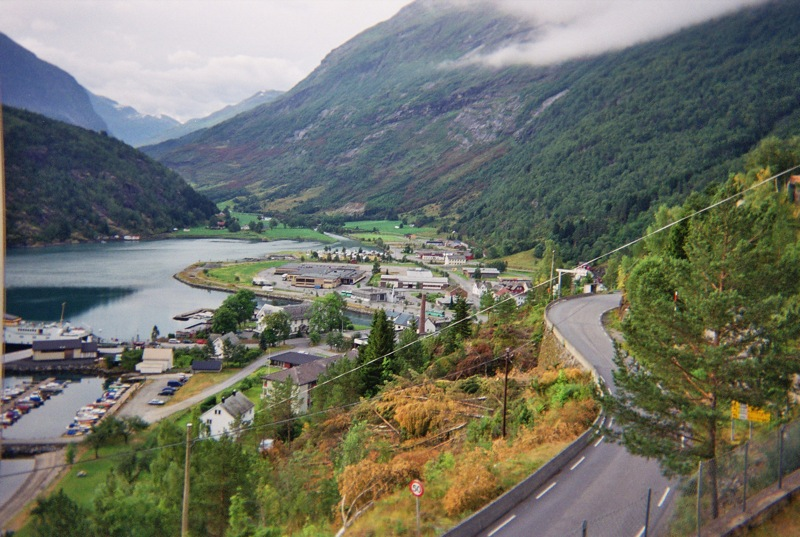
Blick auf Hellesylt

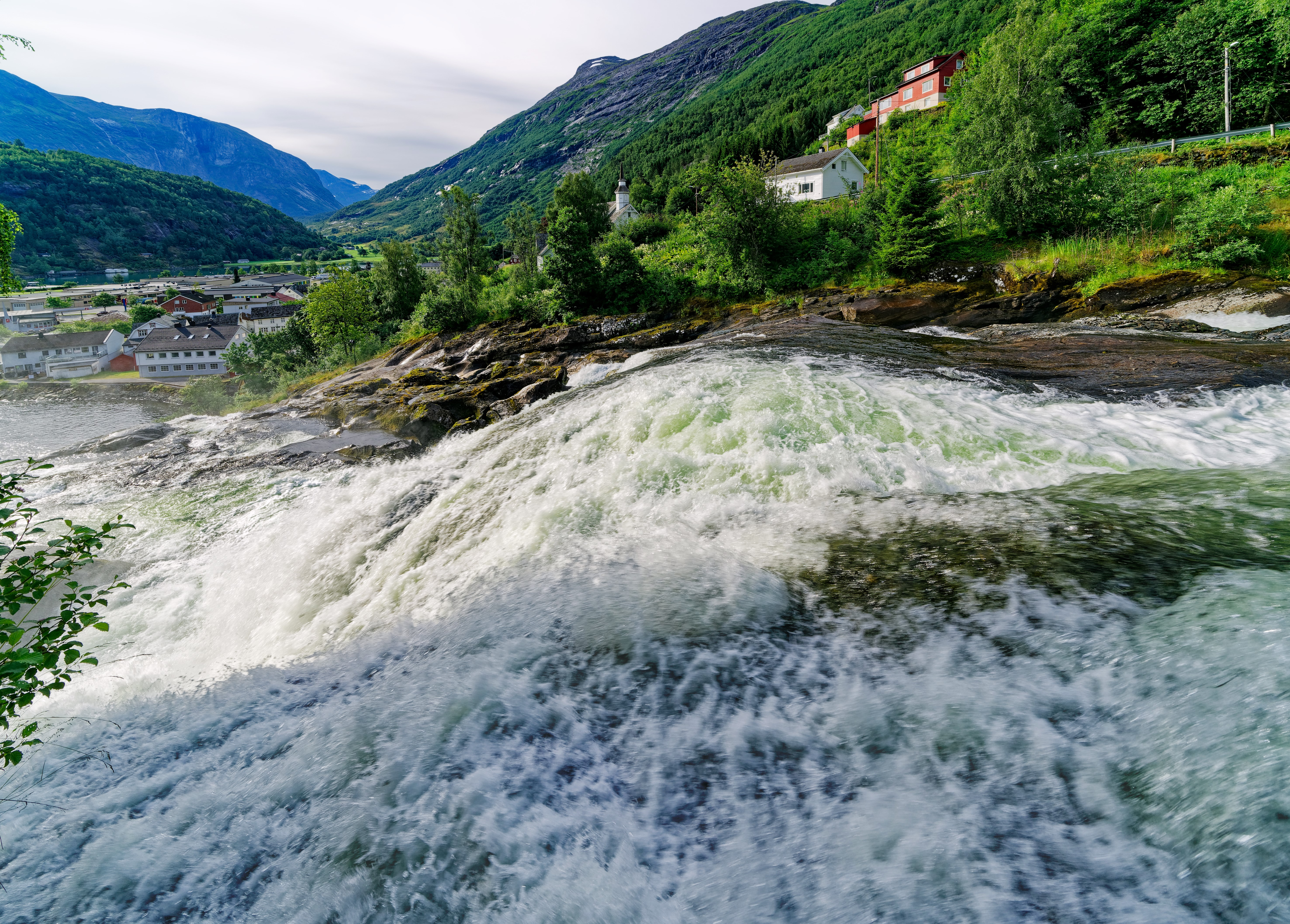
Der Wasserfall Hellesyltfossen

Hellesylt ist ein Ort in der norwegischen Gemeinde Stranda.
Der Ort liegt am Anfang des Sunnylvsfjordes in der Provinz Møre og Romsdal und hat etwa 680 Einwohner.
Eine Autofähre fährt von Hellesylt mehrere Male am Tag durch den vom Sunnylvsfjord abzweigenden Geirangerfjord nach Geiranger.
Für die geringe Einwohnerzahl verfügt der Ort über eine gute Infrastruktur in Form zweier Supermärkte sowie diverser kleinerer Geschäfte und einer Jugendherberge („Hellesylt Vandrerhjem & Campinghytter“) mit Aussicht auf den Fjord. Bedingt durch die landschaftlich reizvolle Lage im Fjord ist Hellesylt ein beliebtes Touristikziel.

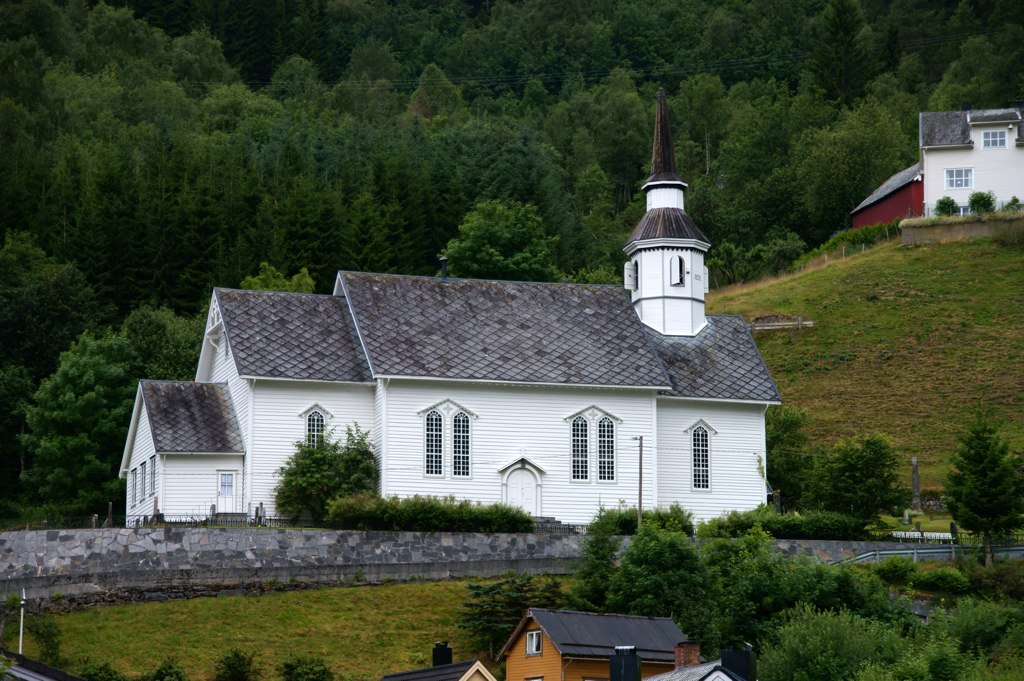
Die Kirche Sunnylven

Der Hellesylt-Wasserfall teilt den Ort in zwei Hälften und gilt als beliebte Sehenswürdigkeit. Zwischen zwei Brücken gelegen, Høge bru von 1907 und Hellesylt bro von 1902, stürzt das Wasser hier in den Sunnylvsfjorden. Im Ort befindet sich die 1858 errichtete denkmalgeschützte Kirche Sunnylven.

## Persönlichkeiten
In Hellesylt geboren wurden der Ingenieur Arne Korsbrekke (1877–1965), der Künstler Olav Ringdal (* 1961) und die Staatswissenschaftlerin Torunn Tryggestad (* 1968). Der Mediziner Ole Storstein (1909–1998) wuchs im Ort auf. Im Jahr 1862 besuchte der Schriftsteller Henrik Ibsen den Ort.